# Abans de l'alba
Abans de l'alba (títol original en anglès: Before Sunrise) és una pel·lícula estatunidenca dirigida per Richard Linklater, estrenada el 1995 i doblada al català.

## Argument
Céline és una estudiant francesa que ha anat a retre visita a la seva àvia a Budapest. Jesse és un jove estatunidenc que fa un periple a través d'Europa. Tots dos es troben en un tren, entre Budapest i Viena. Arribats a Viena, Jesse ha de baixar. Aconsegueix convèncer a la Céline de passar una nit amb ell a la capital austríaca. En el transcurs d'aquesta nit, aprendran a conèixer-se. L'endemà, s'hauran de separar.

## Repartiment
- Ethan Hawke: Jesse
- Julie Delpy: Céline
- Andrea Eckert: la dona del tren
- Hanno Pöschl: el marit del tren
- Karl Bruckschwaiger: un home sobre el pont
- Tex Rubinowitz: un home sobre el pont
- Erni Mangold: la quiromàntica
- Dominik Castell: el poeta
- Haymon Maria Buttinger: el cambrer
- Harold Waiglein: el guitarrista
- Kurti: el percussionista
- Bilge Jeschim: la ballarina

## Al voltant de la pel·lícula
- El rodatge s'ha desenvolupat a Viena, a Àustria.
- El 2004, Richard Linklater va realitzar Abans de la posta, la continuació d'Abans de l'alba.
- El 2013, Richard Linkalet va realitzar Abans del capvespre, continuació dels dos films anteriors.
- La gran roda que es pot veure durant la pel·lícula, és la mateixa que es va utilitzar a El tercer home (1949) i Alta tensió (1987).

## Banda original
- Dido and Æneas Overture, composta per Henry Purcell i interpretat per Academy of The Begynhof
- Dancing With Da Rat, interpretada per Loud
- Yakety Sax, interpretada per Boots Randolph
- Come Here, interpretada per Kath Bloom
- Anti Body, interpretada per Fetish 69
- Sonata per a piano n°; 8, composta per Ludwig Van Beethoven i interpretada per Istvan Szekely
- Concert, en la menor, per a violí, cordes i baix continu (orgue), RV 358, compost per Antonio Vivaldi i interpretat per The Aulos Ensemble
- The Human Pump, interpretada per Harlad Waiglein
- Vienna Blood, interpretada per Barbara Klebel i Wolfgang Staribacher
- Trapeze, interpretada per Lou Christie
- Variant n°25 de les Variacions Goldberg, composta per Johann Sebastian Bach i interpretada per Wolfgang Glüxam
- Sonata n°1 a G major, BWV 1027, composta per Johann Sebastian Bach i interpretada per Yo-Yo Ma i Kenneth Cooper
- Living Life, interpretada per Kathy McCarty

## Premis i nominacions

### Premis
- 1995. Os de Plata al millor director per Richard Linklater

### Nominacions
- 1995. Os d'Or
- 1995. Nominació al premi del petó més bonic (Ethan Hawke i Julie Delpy), en els MTV Movie Awards